# Asjha Jones
Asjha Jones, née le 1er août 1980 à Piscataway Township, est une joueuse de basket-ball américaine.

## Biographie
Après avoir effectué son lycée à Piscataway Township High School, école dont elle détient le record de points et de rebond avec 2 266 points et 1 256 prises, elle rejoint les Huskies du Connecticut. Elle conduit son équipe à deux titres NCAA 2000, 2002. Les Huskies terminent cette dernière saison 2002 invaincues, avec 39 victoires. Ses performances lors de ces deux dernières saisons lui valent d'être nommées dans le cinq du Final Four. Elle a également figuré à trois reprises dans le meilleur cinq de la saison en 1999, 2001 et 2002, 
En 2002, elle est sélectionnée en 4e position lors de la draft WNBA 2002 par les Mystics de Washington. Pour sa première saison, elle termine à la sixième place des rookies pour le nombre de points marqués, et septième pour les rebonds. La saison suivante, elle dispute toutes les rencontres de son équipe, rentrant dans le cinq majeur à dix reprises. La saison 2004, elle apporte sa contribution à l'équipe en étant la première venant du banc. Elle participe aux play-offs, disputant la finale.
Elle rejoint pour la saison suivante le Sun du Connecticut dans un échange impliquant également le Mercury de Phoenix. Sous ses nouvelles couleurs, elle dispute de nouveau les play-offs en 2005 et 2006.
Durant l'intersaison de la WNBA, elle a également une autre carrière, principalement en Europe. Elle a ainsi évoluée en Italie, puis en Russie, à Novossibirsk, puis pour trois saisons avec le club UMMC Iekaterinbourg, club avec lequel elle est qualifiée pour le Final Four de l'Euroligue 2008. Après une année sans compétition européenne, elle signe à Madrid pour la saison 2011-2012.
Après une saison WNBA 2012 réussie au Sun (12,2 points et 7 rebonds en 20 rencontres sur 32 de saison régulière), manquant 14 rencontres à cause d'une blessure au tendon d'Achille. Elle inscrit 13,6 points et 6,4 rebonds de moyenne en playoffs. Elle rejoint ensuite le club turc de Kayseri Kaski où elle se blesse en fin de saison, ce qui la prive de la saison WNBA 2013.
Après une année d'interruption pour cause de blessure, elle signe en octobre 2014 pour le club slovaque de Good Angels Košice qui devait être initialement pris par sa compatriote Crystal Langhorne.
Janel McCarville souhaitant faire l'impasse sur la saison WNBA 2015, le Lynx acquiert ses droits du Sun, avec lequel elle ne souhaitait pas reprendre la compétition, contre un second tour de draft 2016. Elle remporte le titre WNBA 2015 avec le Lynx qui bat le Fever de l'Indiana 3 manches à 2.

## Clubs successifs

### Étranger
- 2002-2003 :  VBM-SGAU - CSKA Samara[7],[8]
- 2003-2004 :  Delta Basket Allessandria
- 2004-2005 : Jiangfu[9]
- 2005-2007 :  Dynamo Energiya Novossibirsk
- 2007-2008 :  VBM-SGAU - CSKA Samara puis transférée à UMMC Iekaterinbourg[10],[11]
- 2008-2010 :  UMMC Iekaterinbourg
- 2011-2012 :  Rivas Ecópolis
- 2012-2013 :  Kayseri Kaski
- 2012-2013 :  Spartak région de Moscou
- 2014-2015 :  Good Angels Košice

### WNBA
- 2002-2004 :  Mystics de Washington
- 2004-2012 :  Sun du Connecticut
- 2015- :  Lynx du Minnesota

## Palmarès

### Club
- Finaliste de l'Euroligue 2012[12]
- Championne NCAA 2000, 2002
- Championne WNBA 2015[6]

## Distinctions personnelles
- Sélectionnée en 4e position lors de la draft WNBA 2002 par les Washington Mystics.
- Participation au WNBA All-Star Game 2007, 2009[13]
- Médaille d’or du Championnat du monde 2010
- Désignée meilleure joueuse du Final eight de l'Euroligue 2012[14]
- Médaille d’or aux Jeux olympiques de Londres en 2012
- Second meilleur cinq de la WNBA (2008)